# Чемпионат России по тяжёлой атлетике 2024
33-й Чемпионат России по тяжёлой атлетике 2024 года прошёл с 16 по 21 июля в Новосибирске Новосибирской области. Соревнования состоялись в зале «Сибирь-Арены».
Ранее в Новосибирской области уже проходил чемпионат России по тяжёлой атлетике в 2019 году. Тот турнир состоялся во Дворце спорта Новосибирского государственного технического университета.
Главный спортивный судья: Папикян Мисак Шаликоевич
Главный спортивный секретарь: Дмитриев Александр Вячеславович

## Рекорды

### Рекорды России
- Елизавета Жаткина (Красноярский край) категория до 49 кг — рекорд в толчке 98 кг;
- Артём Окулов (Москва) категория до 89 кг — рекорд в толчке 206 кг.

## Медалисты

### Мужчины
| Дисциплины   | Золото                                                            | Золото    | Серебро                                                            | Серебро  | Бронза                                                           | Бронза   |
| до 55 кг     | до 55 кг                                                          | до 55 кг  | до 55 кг                                                           | до 55 кг | до 55 кг                                                         | до 55 кг |
| ------------ | ----------------------------------------------------------------- | --------- | ------------------------------------------------------------------ | -------- | ---------------------------------------------------------------- | -------- |
| Рывок        | Исмаил Гаджибеков (Дагестан)                                      | 100 кг    | Андрей Кучеров (Новосибирская область)                             | 95 кг    | Гор Унанян (Краснодарский край)                                  | 94 кг    |
| Толчок       | Исмаил Гаджибеков (Дагестан)                                      | 116 кг    | Андрей Кучеров (Новосибирская область)                             | 115 кг   | Дмитрий Смельский (Мордовия/ Оренбургская область)               | 109 кг   |
| Сумма        | Исмаил Гаджибеков (Дагестан)                                      | 216 кг    | Андрей Кучеров (Новосибирская область)                             | 210 кг   | Ричард Янцен (Оренбургская область)                              | 203 кг   |
| до 61 кг     |                                                                   |           |                                                                    |          |                                                                  |          |
| Рывок        | Элкан Гвазава (Татарстан)                                         | 123 кг    | Олег Мусохранов (Кемеровская область Кузбасс)                      | 118 кг   | Асали Абдулгашумов (Дагестан)                                    | 117 кг   |
| Толчок       | Равиль Джафаров (Санкт-Петербург)                                 | 143 кг    | Тимофей Азаров (Красноярский край)                                 | 142 кг   | Олег Мусохранов (Кемеровская область Кузбасс)                    | 141 кг   |
| Сумма        | Олег Мусохранов (Кемеровская область Кузбасс)                     | 259 кг    | Элкан Гвазава (Татарстан)                                          | 258 кг   | Тимофей Азаров (Красноярский край)                               | 256 кг   |
| до 67 кг     |                                                                   |           |                                                                    |          |                                                                  |          |
| Рывок        | Альберт Шарков (Краснодарский край/ Ульяновская область)          | 137 кг    | Аслан Бзасежев (Адыгея)                                            | 124 кг   | Кирилл Лабарев (Москва/ Оренбургская область)                    | 123 кг   |
| Толчок       | Альберт Шарков (Краснодарский край/ Ульяновская область)          | 157 кг    | Александр Моисеенко (Краснодарский край)                           | 156 кг   | Рамиль Джафаров (Санкт-Петербург)                                | 155 кг   |
| Сумма        | Альберт Шарков (Краснодарский край/ Ульяновская область)          | 294 кг    | Рамиль Джафаров (Санкт-Петербург)                                  | 278 кг   | Александр Моисеенко (Краснодарский край)                         | 275 кг   |
| до 73 кг     |                                                                   |           |                                                                    |          |                                                                  |          |
| Рывок        | Зулфат Гараев (Татарстан)                                         | 154 кг    | Геворг Серобян (Республика Крым/ Донецкая Народная Республика)     | 151 кг   | Сергей Петров (Кемеровская область Кузбасс/ Ставропольский край) | 147 кг   |
| Толчок       | Зулфат Гараев (Татарстан)                                         | 170 кг    | Сергей Петров (Кемеровская область Кузбасс/ Ставропольский край)   | 170 кг   | Геворг Серобян (Республика Крым/ Донецкая Народная Республика)   | 165 кг   |
| Сумма        | Зулфат Гараев (Татарстан)                                         | 324 кг    | Сергей Петров (Кемеровская область Кузбасс/ Ставропольский край)   | 317 кг   | Геворг Серобян (Республика Крым/ Донецкая Народная Республика)   | 316 кг   |
| до 81 кг     |                                                                   |           |                                                                    |          |                                                                  |          |
| Рывок        | Роман Сёмин (Санкт-Петербург)                                     | 149 кг    | Батыр Хатляков (Краснодарский край)                                | 146 кг   | Ибрагим Умаров (Чечня)                                           | 145 кг   |
| Толчок       | Илья Иудин (Владимирская область)                                 | 179 кг    | Ибрагим Умаров (Чечня)                                             | 174 кг   | Батыр Хатляков (Краснодарский край)                              | 172 кг   |
| Сумма        | Илья Иудин (Владимирская область)                                 | 322 кг    | Роман Сёмин (Санкт-Петербург)                                      | 321 кг   | Ибрагим Умаров (Чечня)                                           | 319 кг   |
| до 89 кг     |                                                                   |           |                                                                    |          |                                                                  |          |
| Рывок        | Артём Окулов (Москва)                                             | 155 кг    | Роман Чепик (Москва/ Курганская область)                           | 153 кг   | Шамиль Аммаев (Ханты-Мансийский автономный округ)                | 151 кг   |
| Толчок       | Артём Окулов (Москва)                                             | 206 кг NR | Егор Михайлов (Свердловская область/ Донецкая Народная Республика) | 336 кг   | Шамиль Аммаев (Ханты-Мансийский автономный округ)                | 184 кг   |
| Сумма        | Артём Окулов (Москва)                                             | 361 кг    | Роман Чепик (Москва/ Курганская область)                           | 336 кг   | Шамиль Аммаев (Ханты-Мансийский автономный округ)                | 335 кг   |
| до 96 кг     |                                                                   |           |                                                                    |          |                                                                  |          |
| Рывок        | Илья Лунин (Москва/ Мордовия)                                     | 163 кг    | Георгий Марзоев (Москва/ Северная Осетия)                          | 161 кг   | Никита Хрулёв (Москва/ Рязанская область)                        | 157 кг   |
| Толчок       | Никита Хрулёв (Москва/ Рязанская область)                         | 197 кг    | Димитрий Шмарин (Краснодарский край/ Адыгея)                       | 194 кг   | Виктор Кондратьев (Курская область/ Тульская область)            | 190 кг   |
| Сумма        | Никита Хрулёв (Москва/ Рязанская область)                         | 354 кг    | Илья Лунин (Москва/ Мордовия)                                      | 353 кг   | Виктор Кондратьев (Курская область/ Тульская область)            | 345 кг   |
| до 102 кг    |                                                                   |           |                                                                    |          |                                                                  |          |
| Рывок        | Георгий Купцов (Кемеровская область/ Ставропольский край)         | 174 кг    | Максим Могучев (Брянская область)                                  | 170 кг   | Сармат Теблоев (Санкт-Петербург)                                 | 169 кг   |
| Толчок       | Егор Климонов (Москва)                                            | 214 кг    | Георгий Купцов (Кемеровская область/ Ставропольский край)          | 212 кг   | Максим Могучев (Брянская область)                                | 206 кг   |
| Сумма        | Георгий Купцов (Кемеровская область/ Ставропольский край)         | 386 кг    | Егор Климонов (Москва)                                             | 377 кг   | Максим Могучев (Брянская область)                                | 376 кг   |
| до 109 кг    |                                                                   |           |                                                                    |          |                                                                  |          |
| Рывок        | Артур Бабаян (Москва/ Владимирская область)                       | 173 кг    | Мурат Абаев (ХМАО/ Северная Осетия)                                | 172 кг   | Александр Кибанов (Москва/ Курганская область)                   | 171 кг   |
| Толчок       | Артур Бабаян (Москва/ Владимирская область)                       | 215 кг    | Егор Пушмин (Московская область)                                   | 210 кг   | Александр Кибанов (Москва/ Курганская область)                   | 210 кг   |
| Сумма        | Артур Бабаян (Москва/ Владимирская область)                       | 388 кг    | Александр Кибанов (Москва/ Курганская область)                     | 381 кг   | Егор Пушмин (Московская область)                                 | 375 кг   |
| свыше 109 кг |                                                                   |           |                                                                    |          |                                                                  |          |
| Рывок        | Арсен Наниев (Ханты-Мансийский автономный округ/ Северная Осетия) | 195 кг    | Тимур Наниев (Ханты-Мансийский автономный округ/ Северная Осетия)  | 190 кг   | Даниил Вагайцев (Кемеровская область/ Московская область)        | 187 кг   |
| Толчок       | Тимур Наниев (Ханты-Мансийский автономный округ/ Северная Осетия) | 227 кг    | Даниил Вагайцев (Кемеровская область/ Московская область)          | 225 кг   | Арсен Мерденов (Санкт-Петербург)                                 | 222 кг   |
| Сумма        | Тимур Наниев (Ханты-Мансийский автономный округ/ Северная Осетия) | 417 кг    | Арсен Наниев (Ханты-Мансийский автономный округ/ Северная Осетия)  | 416 кг   | Даниил Вагайцев (Кемеровская область/ Московская область)        | 412 кг   |

### Женщины
| Дисциплины  | Золото                                                         | Золото   | Серебро                                                      | Серебро  | Бронза                                                     | Бронза   |
| до 45 кг    | до 45 кг                                                       | до 45 кг | до 45 кг                                                     | до 45 кг | до 45 кг                                                   | до 45 кг |
| ----------- | -------------------------------------------------------------- | -------- | ------------------------------------------------------------ | -------- | ---------------------------------------------------------- | -------- |
| Рывок       | Александра Фурдик (Московская область/ Владимирская область)   | 66 кг    | Регина Шайдуллина (Татарстан)                                | 66 кг    | Надежда Панова (Москва/ Забайкальский край)                | 64 кг    |
| Толчок      | Регина Шайдуллина (Татарстан)                                  | 83 кг    | Александра Фурдик (Московская область/ Владимирская область) | 82 кг    | Надежда Панова (Москва/ Забайкальский край)                | 81 кг    |
| Сумма       | Регина Шайдуллина (Татарстан)                                  | 149 кг   | Александра Фурдик (Московская область/ Владимирская область) | 148 кг   | Надежда Панова (Москва/ Забайкальский край)                | 145 кг   |
| до 49 кг    |                                                                |          |                                                              |          |                                                            |          |
| Рывок       | Кристина Соболь (Санкт-Петербург)                              | 78 кг    | Елизавета Жаткина (Красноярский край)                        | 75 кг    | Полина Андреева (Владимирская область/ Чувашия)            | 75 кг    |
| Толчок      | Елизавета Жаткина (Красноярский край)                          | 98 кг NR | Полина Андреева (Владимирская область/ Чувашия)              | 90 кг    | Мария Колесова (Московская область)                        | 86 кг    |
| Сумма       | Елизавета Жаткина (Красноярский край)                          | 173 кг   | Полина Андреева (Владимирская область/ Чувашия)              | 165 кг   | Кристина Соболь (Санкт-Петербург)                          | 161 кг   |
| до 55 кг    |                                                                |          |                                                              |          |                                                            |          |
| Рывок       | Кристина Новицкая (Челябинская область/ Курганская область)    | 82 кг    | Светлана Ершова (Воронежская область/ Ульяновская область)   | 80 кг    | Ирина Баймулкина (Владимирская область/ Чувашия)           | 79 кг    |
| Толчок      | Кристина Новицкая (Челябинская область/ Курганская область)    | 105 кг   | Светлана Ершова (Воронежская область/ Ульяновская область)   | 101 кг   | Ирина Баймулкина (Владимирская область/ Чувашия)           | 99 кг    |
| Сумма       | Кристина Новицкая (Челябинская область/ Курганская область)    | 187 кг   | Светлана Ершова (Воронежская область/ Ульяновская область)   | 181 кг   | Ирина Баймулкина (Владимирская область/ Чувашия)           | 178 кг   |
| до 59 кг    |                                                                |          |                                                              |          |                                                            |          |
| Рывок       | Ольга Тё (Москва/ Омская область)                              | 98 кг    | Валерия Древновская (Башкортостан)                           | 80 кг    | Татьяна Черешневская (Орловская область/ Липецкая область) | 76 кг    |
| Толчок      | Ольга Тё (Москва/ Омская область)                              | 115 кг   | Валерия Древновская (Башкортостан)                           | 100 кг   | Татьяна Черешневская (Орловская область/ Липецкая область) | 97 кг    |
| Сумма       | Ольга Тё (Москва/ Омская область)                              | 213 кг   | Валерия Древновская (Башкортостан)                           | 180 кг   | Татьяна Черешневская (Орловская область/ Липецкая область) | 173 кг   |
| до 64 кг    |                                                                |          |                                                              |          |                                                            |          |
| Рывок       | Анастасия Анзорова (Тюменская область)                         | 90 кг    | Яна Кондрашова (Московская область)                          | 90 кг    | Софья Богачёва (Свердловская область)                      | 89 кг    |
| Толчок      | Анастасия Анзорова (Тюменская область)                         | 113 кг   | Софья Богачёва (Свердловская область)                        | 110 кг   | Яна Кондрашова (Московская область)                        | 105 кг   |
| Сумма       | Анастасия Анзорова (Тюменская область)                         | 203 кг   | Софья Богачёва (Свердловская область)                        | 199 кг   | Яна Кондрашова (Московская область)                        | 195 кг   |
| до 71 кг    |                                                                |          |                                                              |          |                                                            |          |
| Рывок       | Зарина Гусалова (Санкт-Петербург)                              | 108 кг   | Ксения Баракина (Краснодарский край)                         | 95 кг    | Мадина Баймурадова (Дагестан)                              | 83 кг    |
| Толчок      | Зарина Гусалова (Санкт-Петербург)                              | 130 кг   | Ксения Баракина (Краснодарский край)                         | 110 кг   | Мадина Баймурадова (Дагестан)                              | 102 кг   |
| Сумма       | Зарина Гусалова (Санкт-Петербург)                              | 238 кг   | Ксения Баракина (Краснодарский край)                         | 205 кг   | Мадина Баймурадова (Дагестан)                              | 185 кг   |
| до 76 кг    |                                                                |          |                                                              |          |                                                            |          |
| Рывок       | Анастасия Романова (Краснодарский край/ Нижегородская область) | 109 кг   | Варвара Кузьминова (Московская область)                      | 107 кг   | Алла Рихтер (Ямало-Ненецкий автономный округ)              | 94 кг    |
| Толчок      | Анастасия Романова (Краснодарский край/ Нижегородская область) | 128 кг   | Варвара Кузьминова (Московская область)                      | 128 кг   | Алла Рихтер (Ямало-Ненецкий автономный округ)              | 113 кг   |
| Сумма       | Анастасия Романова (Краснодарский край/ Нижегородская область) | 237 кг   | Варвара Кузьминова (Московская область)                      | 235 кг   | Алла Рихтер (Ямало-Ненецкий автономный округ)              | 207 кг   |
| до 81 кг    |                                                                |          |                                                              |          |                                                            |          |
| Рывок       | Мария Груздова (Белгородская область/ Курганская область)      | 105 кг   | Галина Сашина (Санкт-Петербург/ Челябинская область)         | 84 кг    | Кристина Курмангалиева (Красноярский край)                 | 83 кг    |
| Толчок      | Мария Груздова (Белгородская область/ Курганская область)      | 135 кг   | Галина Сашина (Санкт-Петербург/ Челябинская область)         | 111 кг   | Кристина Курмангалиева (Красноярский край)                 | 101 кг   |
| Сумма       | Мария Груздова (Белгородская область/ Курганская область)      | 240 кг   | Галина Сашина (Санкт-Петербург/ Челябинская область)         | 195 кг   | Кристина Курмангалиева (Красноярский край)                 | 184 кг   |
| до 87 кг    |                                                                |          |                                                              |          |                                                            |          |
| Рывок       | Дарья Ахмерова (Татарстан)                                     | 105 кг   | Дана Теблоева (Северная Осетия)                              | 96 кг    | Анна Зубко (Санкт-Петербург)                               | 94 кг    |
| Толчок      | Дарья Ахмерова (Татарстан)                                     | 135 кг   | Анна Зубко (Санкт-Петербург)                                 | 117 кг   | Анастасия Ломакина (Иркутская область/ Республика Коми)    | 117 кг   |
| Сумма       | Дарья Ахмерова (Татарстан)                                     | 240 кг   | Анна Зубко (Санкт-Петербург)                                 | 211 кг   | Елена Качаева (Краснодарский край)                         | 209 кг   |
| свыше 87 кг |                                                                |          |                                                              |          |                                                            |          |
| Рывок       | Виктория Орлова (Москва/ Республика Коми)                      | 103 кг   | Дарья Ткаченко (Краснодарский край)                          | 102 кг   | Ксения Пасхина (Челябинская область)                       | 101 кг   |
| Толчок      | Виктория Орлова (Москва/ Республика Коми)                      | 133 кг   | Ксения Пасхина (Челябинская область)                         | 122 кг   | Мария Белозерова (Москва)                                  | 121 кг   |
| Сумма       | Виктория Орлова (Москва/ Республика Коми)                      | 236 кг   | Ксения Пасхина (Челябинская область)                         | 223 кг   | Дарья Ткаченко (Краснодарский край)                        | 222 кг   |